# Love's Renunciation
Love's Renunciation est un film muet américain réalisé par Joseph A. Golden et sorti en 1911.

## Fiche technique
- Réalisation : Joseph A. Golden
- Scénario : J.C. Whitcomb
- Pays de production :  États-Unis
- Date de sortie : 
  - États-Unis : 11 novembre 1911

## Distribution
- Pearl White
- Gwendolyn Pates
- Joseph De Grasse
- Charles Arling